# Gongylidioides
Gongylidioides és un gènere d'aranyes araneomorfes de la subfamília Erigoninae, dins de la família Linyphiidae.
fou descrit per primera vegada per R. Oi l'any 1960.

## Distribució
Es pot trobar a l'est i al sud d'Àsia (Àsia meridional), Rússia i Vietnam.

## Llista d'espècies
Segons The World Spider Catalog 12.0:
- Gongylidioides acmodontus El teu & Li, 2006
- Gongylidioides angustus El teu & Li, 2006
- Gongylidioides communis Saito & Ono, 2001
- Gongylidioides cucullatus Oi, 1960 (Espècie tipus)
- Gongylidioides diellipticus Song & Li, 2008
- Gongylidioides foratus (Dt. & Zhu, 1990)
- Gongylidioides galeritus Saito & Ono, 2001
- Gongylidioides griseolineatus (Schenkel, 1936)
- Gongylidioides kaihotsui Saito & Ono, 2001
- Gongylidioides keralaensis Tanasevitch, 2011
- Gongylidioides kouqianensis El teu & Li, 2006
- Gongylidioides monocornis Saito & Ono, 2001
- Gongylidioides onoi Tazoe, 1994
- Gongylidioides pectinatus Tanasevitch, 2011
- Gongylidioides rimatus (Dt. & Zhu, 1990)
- Gongylidioides ussuricus Eskov, 1992